# Вестгемптон (Массачусетс)
Вестгемптон (англ. Westhampton) — місто (англ. town) в США, в окрузі Гемпшир штату Массачусетс. Населення — 1622 особи (2020).

## Демографія
Згідно з переписом 2010 року, у місті мешкало 1607 осіб у 623 домогосподарствах у складі 475 родин. Було 696 помешкань
Расовий склад населення:
| - 98,1 % — білих - 0,5 % — азіатів - 0,2 % — чорних або афроамериканців - 0,1 % — корінних американців |

До двох чи більше рас належало 0,8 %. Частка іспаномовних становила 1,9 % від усіх жителів.
За віковим діапазоном населення розподілялося таким чином: 21,8 % — особи молодші 18 років, 65,1 % — особи у віці 18—64 років, 13,1 % — особи у віці 65 років та старші. Медіана віку мешканця становила 46,5 року. На 100 осіб жіночої статі у місті припадало 92,7 чоловіків;  на 100 жінок у віці від 18 років та старших — 93,1 чоловіків також старших 18 років.
Середній дохід на одне домашнє господарство  становив 100 600 доларів США (медіана — 86 591), а середній дохід на одну сім'ю — 106 774 долари (медіана — 94 844). Медіана доходів становила 58 261 долар для чоловіків та 52 344 долари для жінок. За межею бідності перебувало 3,7 % осіб, у тому числі 3,4 % дітей у віці до 18 років та 2,6 % осіб у віці 65 років та старших.
Цивільне працевлаштоване населення становило 1076 осіб. Основні галузі зайнятості: освіта, охорона здоров'я та соціальна допомога — 33,8 %, будівництво — 10,2 %, виробництво — 8,6 %, науковці, спеціалісти, менеджери — 8,1 %.